# Сулейман аль-Газзи
Сулейма́н аль-Газзи́  (араб. سليمان  الغزي‎, XI век), или Сулейма́н ибн Хаса́н аль-Газзи́  (араб. سليمان بن حسن  الغزي‎) — христианский писатель, поэт и богослов, писавший на арабском языке, епископ города Газа, отдельными исследователями отождествляется как Са́мон Га́зский (ср.-греч. Σαμωνάς Γάζης).

## Биография
Сулейман был монахом в Иерусалиме, затем оставил монастырь и женился. Он становится чиновником Государства Фатимидов. От этого брака у Сулеймана родился сын. Сын Сулеймана женился, и его жена родила сына — внука Сулеймана. Сын и внук Сулеймана умирают. В результате преследования Аль-Хакима Биамриллаха имущество Сулеймана было конфисковано. После смерти своей жены Сулейман становится епископом в городе Газа.
Сулейман аль-Газзи является автором христианского поэтического сборника на арабском языке — «Диван», который содержит более трёх тысяч стихов. Сулейману принадлежат различные полемическо-богословские сочинения, в которых он защищает православную веру от критики разных еретиков, иудеев и мусульман. В своих произведениях Сулейман цитирует  Иоанна Дамаскина, Илью Низибийского, Феодора Абу Курра.
Малуф и Л. Шейхо утверждают, что Сулейман умер как мученик за веру.

## Самон Газский

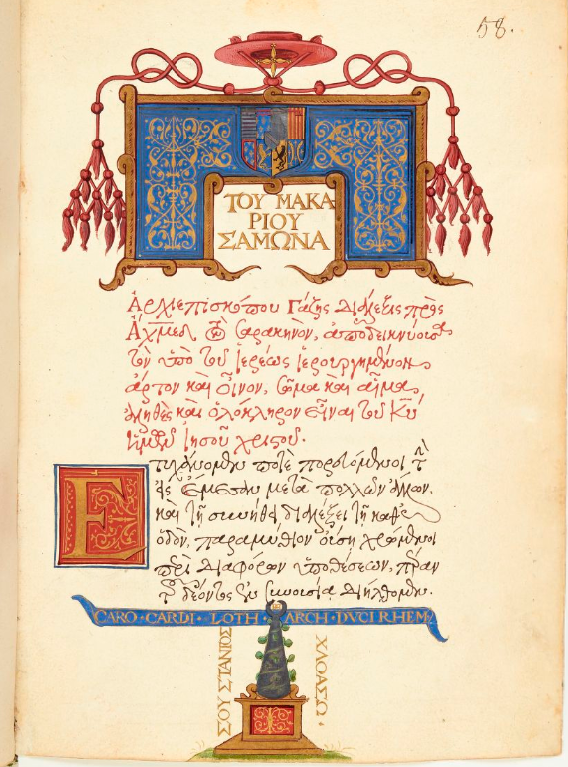
Самон Газский. «Разговор с Ахмедом Сарацином». Манускрипт 1550—1559 годов. Национальная библиотека Франции

В 120 томе Patrologia Graeca помещён греческий текст и латинский перевод сочинения «Разговор с Ахмедом Сарацином, показывающий, что от священнодействий иереев хлеб и вино истинно и непреложно становятся телом и кровью Господа нашего Иисуса Христа», автором которого назван Самон Газский. Это сочинение было переведено с греческого на латынь и напечатано в 1560 году, затем использовано в полемике о преложении святых даров между католиками и протестантами. Католики цитировали данное сочинение, отстаивая учение о пресуществлении Фомы Аквината. Протестантский пастор E. Аубертин (1653) был первым, кто заявил, что Самон Газский — «фигура химерическая», а текст его диалога подложный и написан в XVI веке, он считал невозможность существования в XI веке в Палестине греческого епископа, его поддержал другой протестантский пастор — Клод Жан (1687). П. Парис доказал, что данные аргументы безосновательны. Вслед за католическими богословами на Самона ссылаться православные богословы: одним из первых это сделал Гавриил Севир в 1627 году; Мелетий Сириг (1669) — в опровержении «Исповедания» Кирилла Лукариса и Иерусалимский патриарх Досифей (1707) в своём «Эвхиридионе» против кальвинистов; Николай Булгарис.
В 1697 году Николай Пападопулос Комнин написал о том, что Самон умер как мученик за веру.
Православные ссылались на Самона не только в полемике с протестантами, но и в полемике с католиками. В XVII веке был сделан перевод диалога Самона Газского на церковнославянский язык. Братья Лихуды: Иоанникий и Софроний использовали «Разговор с Ахмедом Сарацином» в своей противокатолической книге «Мечец духовный или разговор с иезуитом Руткою в Польской земле», написанной около 1689 года; позднее цитаты из него вошли в состав материалов к книге «Щит веры», посвящённой полемике с католиками по вопросу о времени преложения святых даров на литургии.
Исследователь Жужи считает, что никакого Самона Газского в действительности никогда не существовало. Он обратил внимание, что ранняя рукопись «Разговора с Ахмедом Сарацином» написана известным фальсификатором Константином Палеокаппой. Поздняя датировка «Разговора» подтверждается рядом заимствований из евхаристического богословия Геннадия Схолария (томистская по происхождению концепция акциденций св. Даров и метафора разбитого зеркала применительно к раздроблению Тела Христова).
Арабист архимандрит Игнатий (Дик) опубликовал статью, в которой выдвинул предположение, что Самон Газский — это одно лицо с арабским православным богословом и поэтом Сулейманом аль-Газзи. По мнению Дика биографии этих двух людей тождественны. Имена «Самон» и «Соломон» по мнению Дика одинаково передаются на арабский как «Сулейман».

## Сочинения Сулеймана аль-Газзи
Sulaïmān al-Gazzi, Écrits théologiques en prose، سليمان الغزي: شاعر وكاتب مسيحي ملكي by Néophytos Edelby 1986 арабский язык

## Сочинение Самона Газского «Разговор с Ахмедом Сарацином»
- PG. 120 col. 821-833 греческий текст и латинский перевод
- Самон Газский. Разговор с Ахмедом Сарацином русский перевод

### Сулейман аль-Газзи
- Harald Suermann, « Sulayman Al-Gazzi, évêque melchite de Gaza XI, sur les maronites », dans Parole de l'Orient, vol. 21 (1996), p. 189-198.
- E. Khalifé, « Notice sur un manuscrit du poète arabe chrétien Sulaiman Ibn Hasan Al-Gazzi », dans Parole de l'Orient, vol. 2 (1966), p. 159-162.
- Néophytos Edelby, Sulaïman al-Ġazzī X- XI), Librairie St-Paul, 1984
- Sulaiman Ibn Hasan Al-Gazzi, Al Diwan, publié par Néophytos Edelby, Librairie St-Paul, 1985
- Sulaïmān al-Gazzi, Écrits théologiques en prose, publié par Néophytos Edelby, Librairie St-Paul, 1986
- Den Heijer / La Spisa "La migration des savoirs entre les communautés", dans Res Antiquae, 2010
- Paolo La Spisa, "I Trattati Teologici Di Sulaymān Al-Gazzī: Per Una Nuova Edizione Critica", dans "PO" n° 30, 2005
- Paolo La Spisa, "Fonti indirette e nuove fonti manoscritte nell'opera teologica di Sulayman al-Ghazzi"
- Paolo La Spisa, "Un trattato sul microcosmo di Sulaymān ibn Ḥasan al-Gazzī"
- Paolo La Spisa, "Una citazione di Giovanni Damasceno in Sulayman Ibn Hasan al-Gazzi" dans "PO" n° 27 (2002),
- "Sulayman al-Ghazzi, about the Cross", traduction anglaise d'un des textes théologiques en prose

### Самон Газский
- Martin Jugie. Une nouvelle invention au compte de Constantin Palaeocappa : Samonas de Gaza et son dialogue sur l’Eucharistie (Miscellanea Giovanni Mercati, III, 342—359, Città del Vaticano, 1946.
- Ignace Dick. Samonas de Gaza ou Sulaïman al-Gazzi, évêque melkite de Gaza, XI, dans POC, vol. 30, n° 1-4, 1980, p. 175—178.
- Георгий Максимов. Византийские сочинения об исламе (тексты переводов и комментарии), Под редакцией Ю. В. Максимова, 2012, стр. 152
- «Une catéchèse orthodoxe sur l’eucharistie : le dialogue de Samon de Gaza avec le Sarrasin Ahmed» : traduction française, étude de l’histoire du texte et des sources, 2014. Sur Academia
- Le plus ancien manuscrit connu du «Dialogue» : le «Suppl grec 143». Sur Gallica
- Editio princeps grecque du «Dialogue», 1560.
- «Liturgiae sive missae sanctorum», 1560 ; contenant la première traduction latine du «Dialogue».